# Angelica Costello
Angelica Costello (Plattsburgh, New York, 1978. június 5. –) amerikai pornószínésznő.
1999-ben a "hónap kedvence" volt. Sokszor Venus névvel jelent meg. Legalább 250 filmben szerepelt. Ed Powers színésszel debütált első filmjében. Olasz és amerikai származású. 170 centiméter magas. Nincs piercingje. A jobb oldali vállánál van tetoválása. 2005-ben AVN-díjat nyert két kategóriában, "legjobb csoportos szex" kategóriában és "legjobb pár szex jelenetért".

## Válogatott filmográfia
| - 2011 Cougars Foot Job - 2008 Swap Meat - 2008 Romancing the Butthole - 2007 Pipe Dreams - 2007 Ass Takers 4 - 2007 Brunettes Do It Better - 2007 Double Shocker 3 - 2007 Fetish Fever - 2007 MI Really LF | - 2010 Brunettes the Darkside 2 - 2007 Pussy Lickin' Lesbians 2 - 2007 Substitute Teacher - 2007 Toy Boxes 2 - 2006 Illicit Sins - 2006 Live & Loaded: L.A. - 2006 50 to 1 3 - 2006 Decline of Western Civilization Part 69: The Porno Years - 2006 God's Will: The Sex Factor |